# 12594 Sidorclare
12594 Sidorclare este o planetă minoră (asteroid) din centura de asteroizi. A fost descoperită pe 9 septembrie 1999 la Experimental Test Site⁠(d) de Lincoln Near-Earth Asteroid Research. 
Obiectul prezintă o orbită caracterizată de o semiaxă mare de 2,7552339 UAi, o excentricitate de 0,18, o înclinație de 3,71929 ° în raport cu ecliptica.